# チャールズ・ヒックコックス
チャールズ・ブキャナン・ヒックコックス（英: Charles Buchanan Hickcox、1947年2月6日 - 2010年6月15日）は、アメリカ合衆国の競泳選手。
アリゾナ州フェニックス生まれ。1968年メキシコシティーオリンピックで200mと400mの個人メドレー、さらに4×100mメドレーで金、100m背泳ぎで銀を獲得した。60年代後半にはインディアナ大学で学ぶかたわら、全米大学体育協会（NCAA）の水泳個人タイトルを7つ獲得した。
1968年の「今年の世界の水泳選手」に選ばれ、1976年に国際水泳殿堂入り。潜水選手のレスリー・ブッシュと結婚したが、後に離婚した。
がんのためカリフォルニア州サンディエゴにて没。